# 松川尚瑠輝
松川 尚瑠輝（まつかわ なるき、1991年9月20日 - ）は、日本の俳優。
東京都出身。2010年末までセントラルプロダクション、2012年6月よりブレークポイントにマネージメント委託。2015年3月からスターダストプロモーション所属。身長172cm。

## 略歴
- 2歳のころから子役として活動を開始[2]。
- 1999年から2004年まで『新・天までとどけ』シリーズで五男・広役を演じた。
- 2005年、『女王の教室』での真鍋由介役で志田未来や福田麻由子らとブレイクする。後に東海テレビで放送された昼ドラ「明日の光をつかめ」では、SPドラマで宮内英二を演じた森田直幸と共演している。
- 大学進学後に「学業優先」として活動休止に入り[6]、2012年にブレークポイントに移籍し同年に同事務所の俳優ユニットai-kataの作品にて舞台初出演、俳優活動復帰となる[7]。
- 2014年3月に大学卒業[6]。

## 出演

### テレビドラマ
- 空への手紙（1999年6月7日 - 7月30日、TBS） - 遠山勇 役
- 新・天までとどけ（TBS） - 杉本広 役
  - パート1（1999年12月13日 - 2000年3月17日）
  - パート2（2001年2月26日 - 4月20日）
  - パート3（2002年4月15日 - 6月7日）
  - パート4（2003年3月10日 - 5月2日）
  - パート5（2004年3月1日 - 4月23日）
- 菊次郎とさき（2001年1月6日、テレビ朝日） - 北野武 役
- 茂七の事件簿 ふしぎ草紙（2001年、NHK総合） - 日道 役
- しあわせのシッポ（2002年4月11日 - 6月27日、TBS） - 竹屋洋太 役
- 連続テレビ小説（NHK総合）
  - こころ（2003年） - 少年 役
  - おひさま（2011年） - 原口武志 役
  - 虎に翼 第16話 - 第129話（2024年4月22日 - 9月26日） - 稲垣雄二 役
- あなたの人生お運びします! 第6話・第10話（2003年5月15日・6月12日、TBS） - 古田譲司 役
- ワンダフルライフ（2004年4月13日 - 6月29日、フジテレビ） - 林耕介 役
- 女王の教室（2005年7月2日 - 9月10日、日本テレビ） - 真鍋由介 役
  - スペシャル エピソード1〜堕天使〜（2006年3月17日）
  - スペシャル エピソード2～悪魔降臨～（2006年3月18日）
- 探偵学園Q（2006年7月1日、日本テレビ） - 鳴澤数馬 役
- 君が光をくれた（2006年12月4日、TBS） - 田宮健広 役
- おみやさん5 最終回スペシャル（2006年12月14日、テレビ朝日） - 中村純 役
- 大河ドラマ（NHK総合）
  - 風林火山 第2話・第5話（2007年1月14日・2月4日） - 藤七 役
  - いだてん〜東京オリムピック噺〜 第25話・第26話（2019年6月30日・7月7日） - 織田幹雄 役
- 演歌の女王 第5話（2007年2月10日、日本テレビ） - 五味貞子に告白される同級生 役
- 生徒諸君!（2007年4月10日 - 6月22日、テレビ朝日） - 上田敏也 役
- まだ見ぬ父へ、母へ・魂で歌う青い海〜全盲のテノール歌手・新垣勉の軌跡（2007年12月21日、フジテレビ） - 玉城秀樹 役
- 彗星物語（2007年12月3日、TBS） - 城田春雄 役
- 水曜ミステリー9 猪熊夫婦の駐在日誌4 制服捜査-遺恨-（2007年11月28日、テレビ東京） - 山内浩也 役
- 3年B組金八先生 第8シリーズ 第11話・12話（2007年12月20日・2008年1月10日、TBS） - 松井宏樹 役
- バッテリー（2008年4月3日 - 6月12日、NHK総合） - 東谷啓太 役
- わたしが子どもだったころ「プロ野球解説者・張本勲」編（2008年9月3日、NHK-BShi） - 張本勲 役
- ラブレター（2008年11月24日 - 2009年2月10日、TBS） - 三木勝（中高生時代） 役
- 上地雄輔ひまわり物語〜家族・親友・彼女…誰も知らない素顔初公開!（2009年3月14日、フジテレビ） - 久保田 役
- 坂の上の雲 第2回・第3回（2009年12月6日・13日、NHK総合） - 河東秉五郎 役
- 私が初めて創ったドラマ「ウラ声ボーイズ」（2009年12月21日、NHK-BShi） - 安田ヒロシ 役
- 新撰組PEACE MAKER（2010年1月15日 - 3月19日、毎日放送） - 永倉新八 役
- 明日の光をつかめ（東海テレビ） - 野原大樹 役
  - 明日の光をつかめ（2010年7月5日 - 9月3日）
  - 明日の光をつかめ2（2011年7月4日 - 9月2日）
  - 明日の光をつかめ -2013 夏-（2013年7月1日 - 8月30日）
- 土曜ワイド劇場（テレビ朝日）
  - 京都南署鑑識ファイル 氷上の連続殺人!!（2014年6月14日） - 江藤良太 役
  - 逆転報道の女 情熱キャスターVS氷の女と呼ばれたスゴ腕刑事!（2016年5月14日） - 田中亮 役
- ミステリなふたり 第5話（2015年5月12日、メ〜テレ） - 白川峻 役
- ナポレオンの村 第1話 - 第4話（2015年7月19日 - 8月16日、TBS）
- 24時間テレビスペシャルドラマ 母さん、俺は大丈夫（2015年8月22日、日本テレビ） - 大ノ内弘史 役
- マジすか学園0 木更津乱闘編（2015年11月28日、日本テレビ） - ケンジ 役
- ON 異常犯罪捜査官・藤堂比奈子（2016年7月12日 - 9月6日、フジテレビ） - 川村浩二 役
- 地味にスゴイ! 校閲ガール・河野悦子（2016年10月5日 - 12月7日、日本テレビ） - 青木祥平 役
  - 地味にスゴイ!DX 校閲ガール・河野悦子（2017年9月20日）
- 母になる 第5話（2017年5月10日、日本テレビ） - 深井 役
- 貴族探偵 第8話（2017年6月8日、フジテレビ） - 大場和典 役
- ブランケット・キャッツ 第5話（2017年7月21日、NHK総合） - 野沢勇樹 役
- ブラックペアン（TBS） - 北島達也 役
  - シーズン1（2018年4月22日 - 6月24日）
  - シーズン2（2024年7月7日 - 9月15日）[8]
  - ブラックペアンと言いたくて…（2024年7月12日 - 9月20日）[9]
- ヒーローを作った男 石ノ森章太郎物語（2018年8月25日、日本テレビ） - つのだじろう 役
- 下町ロケット（2018年10月14日 - 12月23日、TBS）- 佐伯文也 役
- 同期のサクラ 第3話・第4話（2019年10月23日・30日、日本テレビ） - 上林 役
- あのコの夢を見たんです。（2020年10月3日 - 12月19日、テレビ東京） - 脇坂 役[10]
- TOKYO MER〜走る緊急救命室〜 第7話（2021年8月15日、TBS） - 警察官 役
- 東京放置食堂（2021年9月16日 - 11月4日、テレビ東京） - 北野康夫 役
- 大岡越前6 第3話（2022年5月27日、NHK BSプレミアム） - 助十 役
- NICE FLIGHT! 第5話 - 最終話（2022年8月19日 - 9月9日、テレビ朝日） - 西田飛翔 役[11]
- ジャパニーズスタイル（2022年10月22日 - 12月24日、テレビ朝日） - 澤田弥勒 役
- 警視庁考察一課 第6話（2022年11月21日、テレビ東京） - 武田伸太郎 役
- 犬神家の一族（2022年4月22日・29日、NHK BSプレミアム・BS4K） - 若林豊一郎 役
- ケイジとケンジ、時々ハンジ。 第3話（2023年4月27日、テレビ朝日） - 秋葉浩二 役
- となりのナースエイド 第3話（2024年1月24日、日本テレビ） - 内藤雄二の先輩 役
- サ道 2024SP ～誰しも 何かを胸にととのう～（2024年12月21日、テレビ東京）- カネツグ 役

### 配信ドラマ
- 大病院占拠前 the night before（2023年3月11日・18日、Hulu） - 磐城祐光 役[12]

### 映画
- 恋は舞い降りた。（1997年） - ジュンイチ 役
- 五条霊戦記（2000年）
- ELECTRIC DRAGON 80000V（2001年）
- 呪怨2（2003年） - 少年 役
- 彩恋 SAI-REN（2007年） - 紺野友都 役
- 那須少年記（2008年） - 高根沢武郎（ゴリラ） 役
- チャイム（2010年） - たろう 役
- 壊れ始めてる、ヘイへイへイ（2016年）
- 追憶（2017年）
- サムライせんせい（2018年） - 岡田以蔵 役
- マスカレードホテル（2019年） - ベルボーイ町田 役
- おしょりん（2023年）[13]

### 舞台
- Cash Mob（2012年）
- 熱海殺人事件（2025年上演予定）[14]

### 劇場アニメ
- キリクと魔女（2003年） - 大少年 役

### ラジオドラマ
- 青春アドベンチャー「ハッピーバースデー」（2007年、NHK-FM） - 藤原直人 役

### CM
- SONY 「ハンディカム」
- ホクレン 「牛乳バー」
- 日立 「インフォマーシャル」
- イトーヨーカドー
- ジャストシステム 「一太郎」
- NTT東日本 「フレッツ」
- バンダイ 「ガンダムシード」
- 小林製薬 「かゆぴたクール」
- ボーダフォン日本法人（現・ソフトバンクモバイル） 「サッカー篇」
- ベネッセ中学講座 「FAX篇」
- JR東日本 「びゅーコースター 風っこ」

### ミュージックビデオ
- 遊助「ライオン」（2010年）

### テレビ番組
- THE突破ファイル（2020年9月3日、日本テレビ） - 鈴木孝志　役

### その他
- 西武園ゆうえんち・アイススケートリンク イメージキャラクター（2006年）